# Calculating Infinity
| Đánh giá chuyên môn | Đánh giá chuyên môn |
| Nguồn đánh giá      | Nguồn đánh giá      |
| Nguồn               | Đánh giá            |
| ------------------- | ------------------- |
| Allmusic            | [ 1 ]               |
| Sputnikmusic        | [ 2 ]               |

Calculating Infinity là album phòng thu đầu tay của ban nhạc mathcore người Mỹ The Dillinger Escape Plan, phát hành vào tháng 11 năm 1999 bởi Relapse Records. Calculating Infinity cho thấy ban nhạc thực hiện các nhạc phẩm nặng và kỹ thuật hơn. Đây là album dài duy nhất của The Dillinger Escape Plan với hát chính là Dimitri Minakakis. Album này được xem là một cột mốc của mathcore.

## Danh sách bài hát
Tất cả các ca khúc được viết bởi Ben Weinman và Dimitri Minakakis, trừ khi có ghi chú

Track 11 "Variations On A Cocktail Dress" kết thúc ở 2:16. Sau đó là ba phút im lặng, và kết thúc bằng một track ẩn trong 2:39 còn lại.
| STT | Nhan đề                                | Thời lượng |
| --- | -------------------------------------- | ---------- |
| 1.  | "Sugar Coated Sour"                    | 2:24       |
| 2.  | "43% Burnt" (Weinman)                  | 4:31       |
| 3.  | "Jim Fear"                             | 2:22       |
| 4.  | "*#.." (Chris Pennie)                  | 2:41       |
| 5.  | "Destro's Secret"                      | 1:56       |
| 6.  | "The Running Board"                    | 3:22       |
| 7.  | "Clip the Apex...Accept Instruction"   | 3:29       |
| 8.  | "Calculating Infinity" (Weinman)       | 2:02       |
| 9.  | "4th Grade Dropout"                    | 3:36       |
| 10. | "Weekend Sex Change" (Pennie, Weinman) | 3:12       |
| 11. | "Variations on a Cocktail Dress"       | 7:55       |

## Thành phần tham gia
The Dillinger Escape Plan
- Dimitri Minakakis – hát chính
- Ben Weinman – lead guitar, bass, bộ tổng hợp
- Brian Benoit – rhythm guitar
- Chris Pennie – trống

Sản xuất
- Ben Weinman – sản xuất
- Chris Pennie – sản xuất
- Adam Doll – liner notes
- Alan Douches – master
- Steve Evetts – sản xuất, kỹ thuật
- Aaron Harris – phụ tá
- Jason Hellmann – phụ tá
- Matthew F. Jacobson – sản xuất phụ
- Adam Peterson – đồ họa bìa đĩa